# Nedi Rivera
Bavi Edna „Nedi“ Rivera (* 24. März 1946 in Visalia, Kalifornien) ist eine US-amerikanische anglikanische Geistliche. Von 2005 bis 2015 war sie Bischöfin in der Episkopalkirche der Vereinigten Staaten von Amerika.

## Leben
Rivera entstamme einer puerto-ricanischen Familie. Ihr Vater war der anglikanische Bischof Victor Rivera. Sie studierte anglikanische Theologie am Wheaton College in Massachusetts und an der Church Divinity School of the Pacific in Berkeley, Kalifornien. Im Juni 1974 wurde sie zur Diakonin und 1975 zur anglikanischen Priesterin geweiht. Von 1994 bis 2004 war sie als Rektorin an der St. Aidan’s Episcopal Church in San Francisco tätig. 
2004 wurde Rivera zur Suffraganbischöfin der Episcopal Diocese of Olympia gewählt, die den Westen des Bundesstaates Washington umfasst, und am 22. Januar 2005 durch Harry Brown Bainbridge sowie Vincent Waydell Warner, William Edwin Swing, C. Shannon Mallory und Catherine S. Roskam zur Bischöfin geweiht. Im Mai 2009 wurde Rivera zur kommissarischen Bischöfin (Provisional Bishop) der Episcopal Diocese of Eastern Oregon gewählt und am 23. Mai eingeführt. Das Amt in Washington gab sie im Januar 2010 auf. Ihre Amtszeit in Oregon endete im März 2015.